# Andreas Kirchner
Andreas Kirchner (n. 17 august 1953, Erlbach-Kirchberg, Republica Democrată Germană, Germania – d. 10 noiembrie 2010, Suhl, Turingia, Germania) a fost un bober, medaliat olimpic. A participat la 2 ediții ale Jocurilor Olimpice (1980, 1984) în care a câștigat o medalie de aur și o medalie de bronz.